# Francisca Reyes-Aquino
Francisca Reyes-Aquino (Bocaue, 9 maart 1899 – 21 november 1983) was een pionier-onderzoekster op het gebied van Filipijnse folkdans en folk muziek en wordt wel de “moeder van de Filipijnse folkdans” genoemd. Als erkenning voor haar onderzoek kreeg ze onder meer een Ramon Magsaysay Award (in 1962) en werd ze door president Ferdinand Marcos in 1973 benoemd tot nationaal kunstenaar van de Filipijnen in de categorie dans.

## Biografie
Francisca Reyes werd geboren in Lolomboy in de gemeente Bocaue, Bulacan en was de oudste van drie kinderen van Felipe Reyes en Juliana Santos Reyes uit Manilla. Na de Manilla High School studeerde ze aan de University of the Philippines. In 1924 behaalde ze haar Bachelor of Science-diploma pedagogiek en in 1928 volgde een Master of Arts-diploma. Het onderwerp van haar afstudeeronderzoek van haar masteropleiding was folkdans in de Filipijnen. Aansluitend studeerde ze nog lichamelijke opvoeding aan de Boston University, waar ze in 1931 afstudeerde. Haar studie naar folk dans was het begin van een carrière waarin ze meer dan veertig jaar onderzoek deed naar Filipijnse folklore. Ze schreef meer dan tien boeken over dit onderwerp.
Reyes-Aquino richtte na de Tweede Wereldoorlog de Filipiana Dance Troupe op. In 1949 volgde de oprichting van de Philippine Folk Dance Society, met als doelstelling de ontwikkeling en het bevorderen van de kennis over Filipijns folklore dansen.
Reyes-Aquino trouwde tweemaal. Haar eerste huwelijk was met Ramon Tolentino. Na diens dood in 1939 trouwde ze in 1947 met Serafin Aquino. Ze had een dochter uit haar eerste huwelijk. Reyes-Aquino overleed op 21 november 1983 en werd geëerd met een staatsbegrafenis op Libingan ng mga Bayani (de begraafplaats voor Filipijnse helden).

## Onderscheidingen
- Republic’s Award of Merit (1954)
- Rizal Pro Patria Award (1961)
- Ramon Magsaysay Award (1962)
- Nationaal kunstenaar van de Filipijnen (1973)